# Back to the Future (computerspel)
Back to the Future is een computerspel gebaseerd op de eerste film van de Back to the Future-filmtrilogie. Het spel werd geproduceerd door LJN Toys voor de Nintendo Entertainment System en door Electric Dreams Software voor de ZX Spectrum, Commodore 64 en Amstrad CPC.

## Game play
In het spel neemt de speler de rol aan van Marty McFly. Het spel zelf speelt zich af in 1955. Marty moet klokken verzamelen om naar het volgende level te gaan, en zien te voorkomen dat hij ophoudt te bestaan (wat wordt weergegeven aan een foto onderin beeld, die langzaam vervaagt naarmate het spel vordert). Als de foto geheel vervaagt is verliest Marty een leven. Door 100 klokken te verzamelen kan de timer opnieuw worden gestart.
Er zijn in het spel twee power-ups te krijgen: bowlingballen waarmee Marty tegenstanders kan uitschakelen, en een skateboard waarmee hij zich sneller kan voortbewegen. Er bevinden zich ook drie minigames aan het eind van elk level waarin Marty extra opdrachten moet vervullen.
In het laatste level moet Marty de DeLorean tijdmachine besturen, en bliksemschichten ontwijken terwijl hij steeds harder gaat rijden. De speler moet aan het eind van het level 88 mijl per uur rijden om het level uit te spelen.

## Andere versie
In een andere versie van het spel neemt de speler juist de rol aan van Marty’s vader, George McFly. Doel is om George zo veel mogelijk tijd door te laten brengen met Lorraine Baines. Dit moet ook binnen een tijdslimiet worden gedaan.

## Ontvangst
| Beoordeeld door                | Jaar | Platform     | Score |
| ------------------------------ | ---- | ------------ | ----- |
| ASM (Aktueller Software Markt) | 1986 | ZX Spectrum  | 88%   |
| ASM (Aktueller Software Markt) | 1986 | Amstrad CPC  | 88%   |
| ASM (Aktueller Software Markt) | 1986 | Commodore 64 | 88%   |
| Computer and Video Games (CVG) | 1986 | Commodore 64 | 80%   |
| VideoGame                      | 1991 | NES          | 80%   |
| ASM (Aktueller Software Markt) | 1988 | Commodore 64 | 58%   |
| NES Archives                   | 2001 | NES          | 50%   |
| Crash!                         | 1986 | ZX Spectrum  | 42%   |
| Your Sinclair                  | 1986 | ZX Spectrum  | 40%   |
| NES Player                     | 2001 | NES          | 30%   |
| Game Informer Magazine         | 2004 | NES          | 20%   |
| NES Times                      | 2009 | NES          | 20%   |
| Just Games Retro               | 2002 | NES          | 20%   |
| Lens of Truth                  | 2010 | NES          | 15%   |